# Darcetina sublata
Darcetina sublata là một loài bướm đêm trong họ Noctuidae.